# 그라도 (스페인)

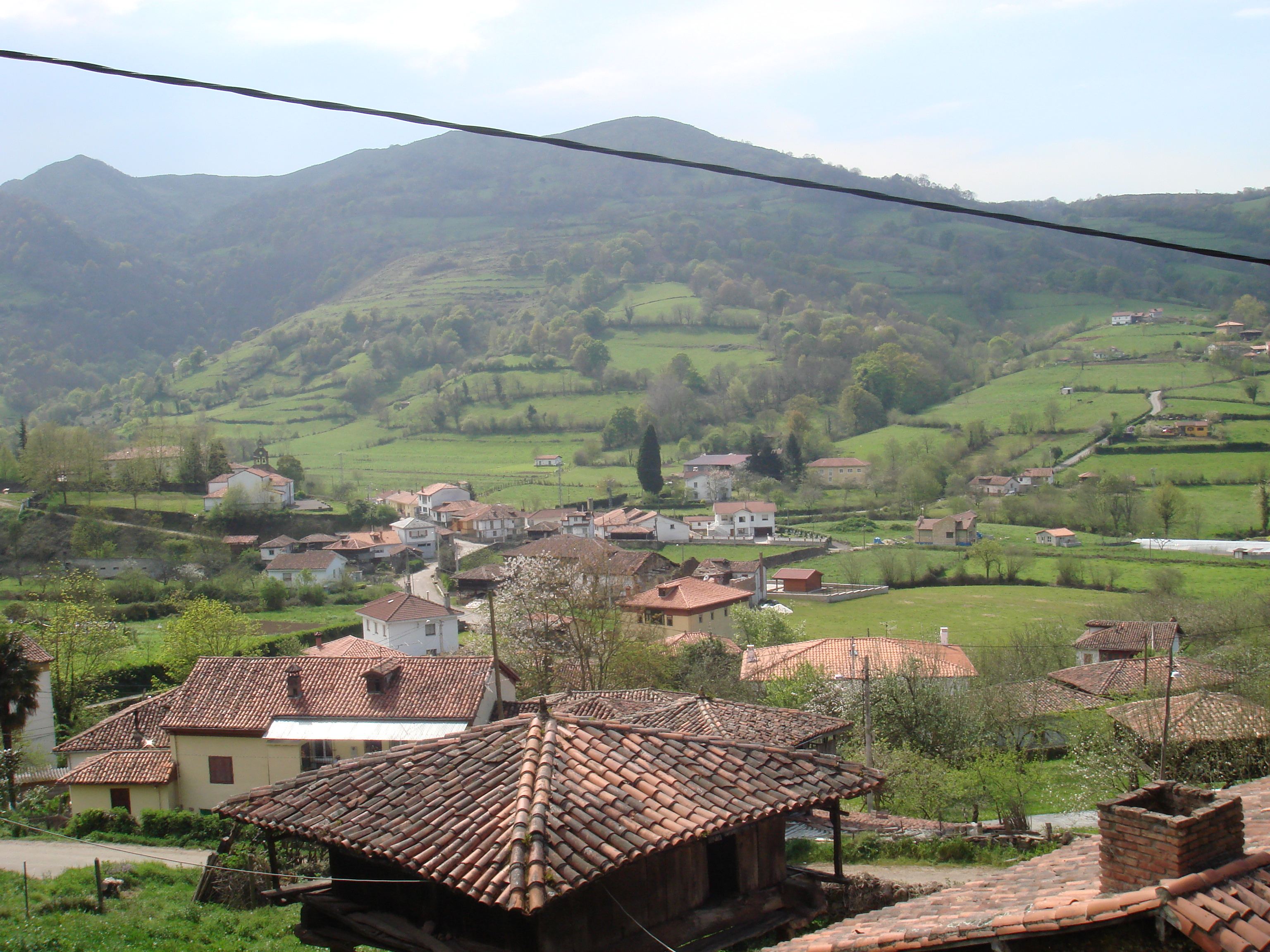
그라도

그라도(스페인어: Grado, 아스투리아스어: Grau)는 스페인 아스투리아스 지방의 도시이다.